# 東周公
東周公（とうしゅうこう）は、戦国時代に現れた周の諸侯。
紀元前368年、趙の成侯が韓とともに周を攻撃した。紀元前367年、趙と韓は西周の威公の末子の公子班（恵公）を立てて鞏に封じさせた。これが東周である。さきに西周（王城）が成立しており、周王の領土（成周）も含めて周は3分されることとなって、周の弱体化はますます進んだ。紀元前249年、東周君が諸侯と図って秦を陥れようとしたことから、呂不韋によって東周君は殺害され、その領土は秦に併呑された。

## 歴代君主
- 恵公
- 昭文君
- 東周君